# 風雅奏
風雅 奏（ふうが かなで、2月6日 - ）は、宝塚歌劇団雪組に所属する男役。
群馬県太田市、県立太田女子高校出身。身長170cm。愛称は「かめ」。

## 来歴
2016年4月、宝塚音楽学校入学。
2018年4月、宝塚歌劇団に104期生として入団。入団時の成績は28番。星組宝塚大劇場公演『ANOTHER WORLD／Killer Rouge』で初舞台。

## 主な舞台

### 初舞台公演
- 2018年4月～6月、 『ANOTHER WORLD／Killer Rouge』（宝塚大劇場のみ）

### 雪組配属後
- 2018年11月～2019年2月、『ファントム』
- 2025年8 - 9月、『An American in Paris（パリのアメリカ人）』（御園座）
- 2025年11 - 2026年2月、『ボー・ブランメル〜美しすぎた男〜／Prayer〜祈り〜』